# Кухоцковольська волость
Кухоцковольська во́лость — історична адміністративно-територіальна одиниця Пінського повіту Мінської губернії з центром у селі Кухітська Воля.
Станом на 1885 рік складалася з 21 поселення, 10 сільських громад. Населення — 7465 осіб (3764 чоловічої статі та 3701 — жіночої), 668 дворових господарства.
У наш час більша частина території колишньої Кухоцковольської волості входить до складу Рівненської області (Зарічненський, частково Володимирецький райони), менша — до складу Волинської області (Любешівський район).
|                     | Площа, десятин | У тому числі орної, дес. |
| ------------------- | -------------- | ------------------------ |
| Сільських громад    | 13414          | 6546                     |
| Приватної власності | 31176          | 1814                     |
| Казенної власності  | 1874           | 15                       |
| Іншої власності     | 240            | 71                       |
| Загалом             | 46704          | 8446                     |

Основні поселення волості:
- Кухітська Воля — колишнє власницьке село, 1030 осіб, 84 двори, волосне правління, православна церква, каплиця, школа, вітряк. За 13 верст — садиба Борова, винокурний завод.
- Борове — колишнє власницьке село, 823 особи, 66 дворів, православна церква, каплиця.
- Біле — колишнє державне село при озері Біле, 398 осіб, 32 двори, православна церква, каплиця, школа.
- Великі Цьолковичі — колишнє державне село при річці Стир, 392 особи, 29 дворів, православна церква.
- Желізничка — колишнє державне село, 680 осіб, 70 дворів, православна церква, каплиця, школа.
- Кухче — колишнє державне село при річці Веселуха, 432 особи, 32 двори, православна церква, каплиця.
- Перекалля — колишнє власницьке село, 401 особа, 33 двори, православна церква, каплиця.
- Пожог — колишнє державне село при річці Стохід, 136 осіб, 17 дворів, православна церква, цегельний завод.
- Судче — колишнє власницьке село, 716 осіб, 116 дворів, православна церква, каплиця, синагога, єврейський молитовний будинок, ярмарок на день Трійці, 2 вітряки.